# Chicomurex
Genre
Chicomurex est un genre de mollusques gastéropodes de la famille des Muricidae.

## Liste des espèces
Selon World Register of Marine Species (4 novembre 2018) :
- Chicomurex elliscrossi (Fair, 1974)
- Chicomurex excelsus Houart, Moe & Chen, 2017
- Chicomurex globus Houart, Moe & Chen, 2015
- Chicomurex gloriosus (Shikama, 1977)
- Chicomurex laciniatus (G. B. Sowerby II, 1841)
- Chicomurex lani Houart, Moe & Chen, 2014
- Chicomurex protoglobosus Houart, 1992
- Chicomurex pseudosuperbus Houart, Moe & Chen, 2015
- Chicomurex ritae Houart, 2013
- Chicomurex rosadoi Houart, 1999
- Chicomurex superbus (G. B. Sowerby III, 1889)
- Chicomurex tagaroae Houart, 2013
- Chicomurex turschi (Houart, 1981)
- Chicomurex venustulus (Rehder & Wilson, 1975)

## Galerie

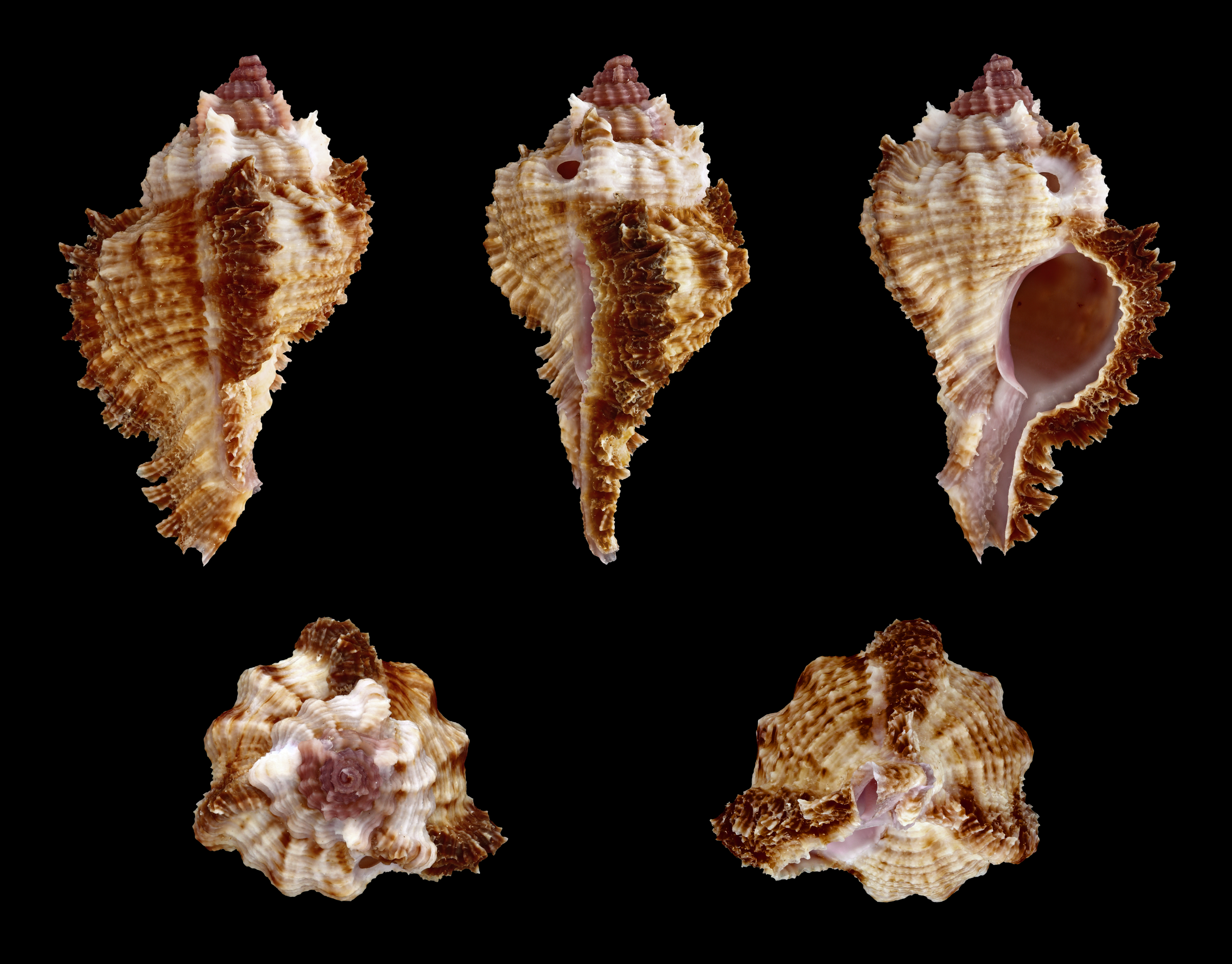
Chicomurex laciniatus
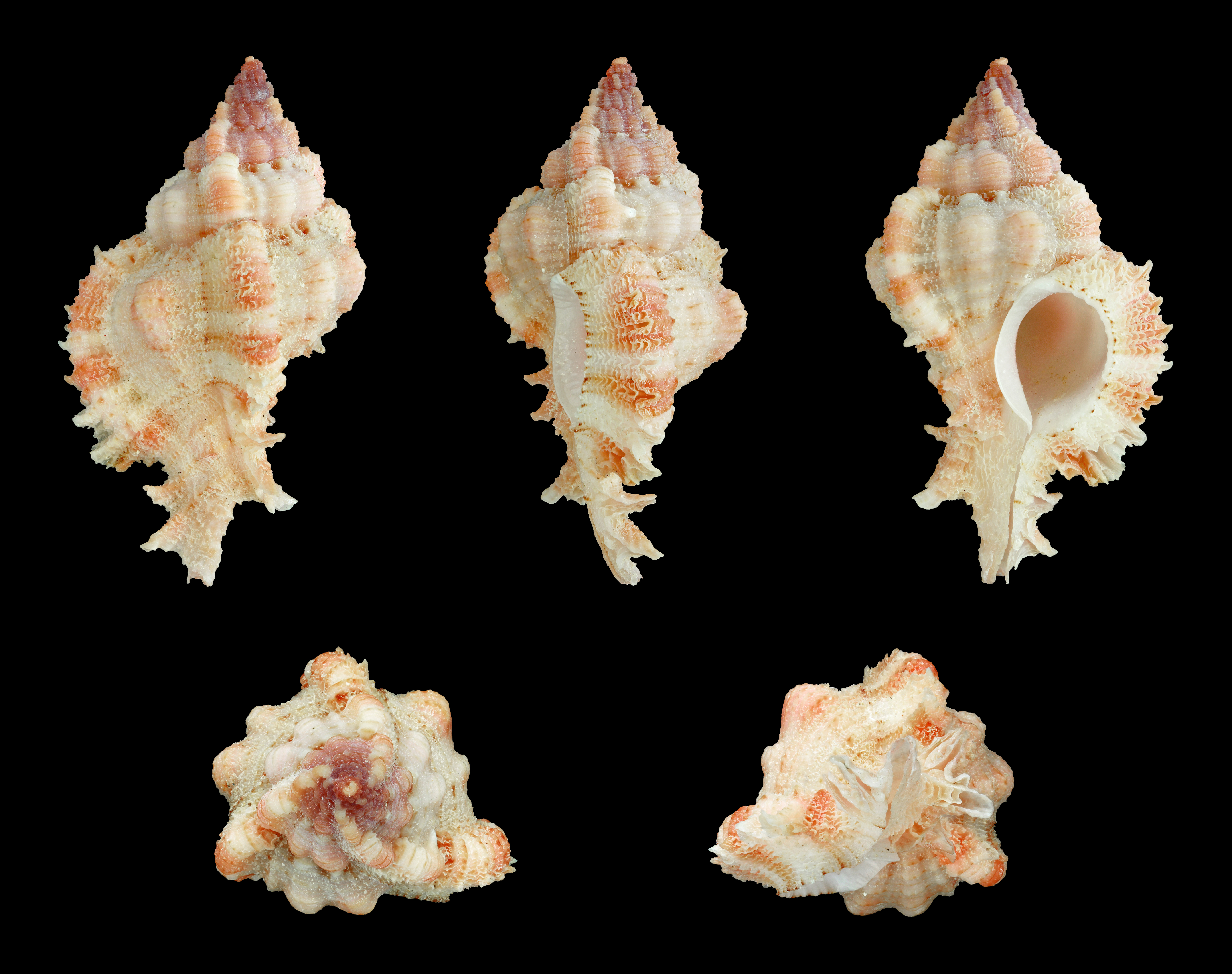
Chicomurex venustulus

## Publication originale
- Arakawa, 1964 : Study on the Radulae of the Japanese Muricidae, 2: The Genera Vexilla, Nassa, Rapana, Murex, Chicoreus and Homalocantha. Venus, vol. 22, n. 4, pp. 355-364.